# Rani Yadav
Rani Yadav (ur. 31 lipca 1990) – hinduska lekkoatletka, chodziarka.

## Kariera
W 2009 zdobyła złoty medal mistrzostw Indii w chodzie na 20 kilometrów ustanawiając rekord kraju w kategorii juniorów (1:44:37). W 2010 zajęła 6. miejsce na tym samym dystansie podczas Igrzysk Wspólnoty Narodów (z wynikiem 1:42:54), jednak kontrola antydopingowa przeprowadzona u zawodniczki po zawodach wykazała obecność niedozwolonego środka – norandrosteronu. Yadav została zawieszona do czasu wyjaśnienia sprawy. Ostatecznie otrzymała karę dwuletniej dyskwalifikacji (do 11 października 2012).

## Rekordy życiowe
- Chód na 20 kilometrów – 1:42:26 (2013)